# M9 (天体)
M9 (NGC 6333) は、へびつかい座にある球状星団 。距離約26000光年。1764年シャルル・メシエが発見し「星を含まない星雲。円形で暗い」と記述している。星団として分離できなかった。NGCカタログでは「明るく、丸く、中心で星が非常に密集しており、よく分解され、14等の星からなる球状星団」としている。
小さい割に明るく密集している星団で、存在そのものは双眼鏡でも確認できる。口径20cmの望遠鏡で周辺の星が分離しはじめる。また、M9の東西には暗黒星雲のバーナード64が広がっている。また、周囲を別の大きな暗黒星雲が取り囲んでおり、そのためM9は宇宙塵の影響を受け、少なくとも1等級は暗くなっているだろうとする人もいる。M9は銀河系の中心部に最も近い球状星団の一つである。
北西と南東の端に帽子のような星の固まりがあり、ウィリアム・パーソンズも黒い帯で本体から分離されたその構造を見ている。このため、M9は棒渦巻銀河のように腕を持った楕円形に見る人もいる。小口径の天体望遠鏡ではあまり星を分離できずに、渦巻銀河のように見える。
近辺にはNGC 6356やNGC 6342の小さな球状星団があり、M9と合わせて三角形を形作っている。
直径は約50光年。